# Assesse
Assesse (en való Assesse) és un municipi belga de la província de Namur a la regió valona. Comprèn les viles d'Assesse, Courrière, Crupet, Florée, Maillen, Sart-Bernard i Sorinne-la-Longue. L'1 de gener del 2024 tenia 7.316 habitants.
És travessat pels rius Bocq i Samson, afluents del Mosa.